# Мюриц (национальный парк)
Национальный парк Мюриц (нем. Müritz-Nationalpark) — национальный парк, основанный в 1990 году, расположен на юге германской земли Мекленбург-Передняя Померания. Парк охватывает территорию двух разделённых между собой участков Мекленбургского поозёрья и часть природного парка Фельдбергер-Зеенландшафт. Крупный западный участок является частью природного региона Мюриц, а маленький восточный — частью Зеррана. Между этими двумя частями расположена территория города Нойштрелиц.

## География
Территория национального парка, площадью 318 км², на 65 % покрыта лесами, на 12 % озёрами, 8 % составляют болота и 6 % — луга и пастбища. Ландшафт сформировался 15 000 лет назад. Ледниковые массы основной конечной морены Померании оставили за собой валуны, мульды, желоба и многочисленные шпуры мёртвого льда. Последние широко представлены в ландшафте как озёра и пруды. Всего в парке 100 озёр и бесчисленное количество небольших водоёмов. Мюриц, площадью 117 км², является самым крупным водоёмом, который полностью расположен на территории Германии.

## Фауна и флора
На территории парка можно встретить орлана-белохвоста и скопу. В прибрежных зарослях Мюрица гнездятся чирок-свистунок и чирок-трескунок, на заболоченных участках обитают тростниковая камышёвка и редкая большая выпь. Во время перелёта птиц в парке останавливаются кулик-воробей, травник и большой улит. Чёрный аист и серый журавль выводят своё потомство в национальном парке Мюриц.
Примечательны редкие виды осоковых, такие как меч-трава обыкновенная, а также большие насаждения можжевельника, которые интенсивно использовались некогда как пастбища.

## Галерея

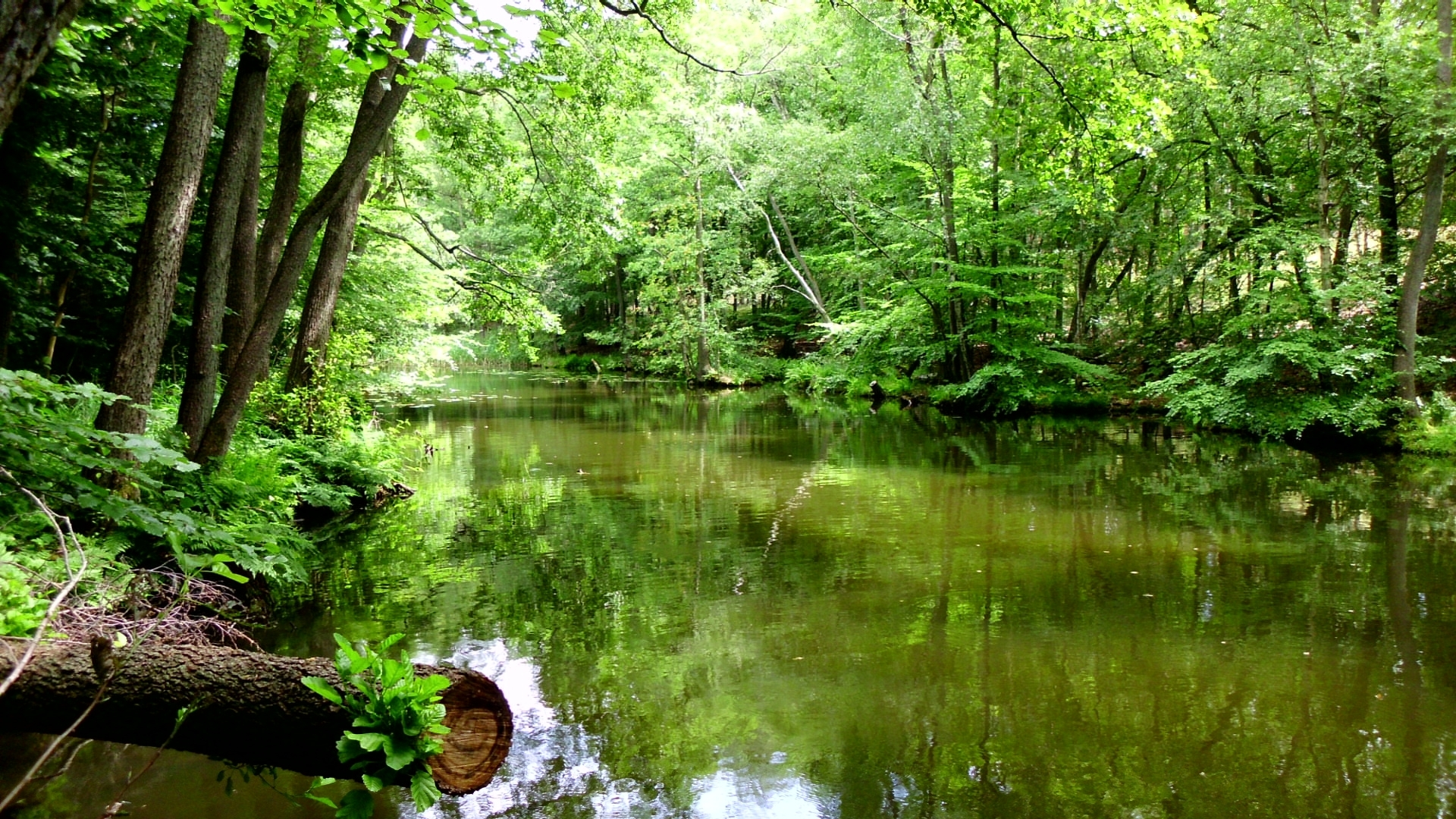
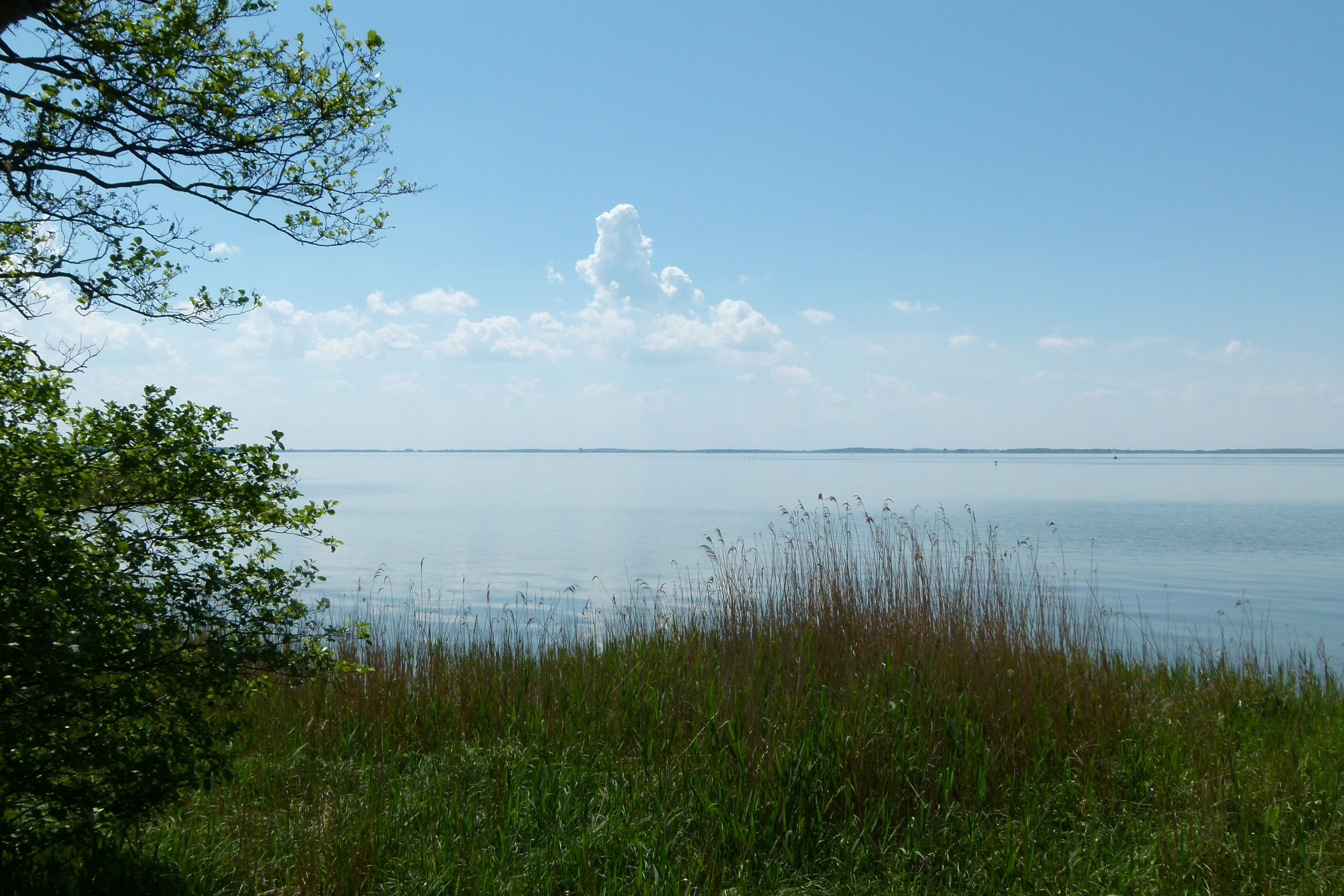
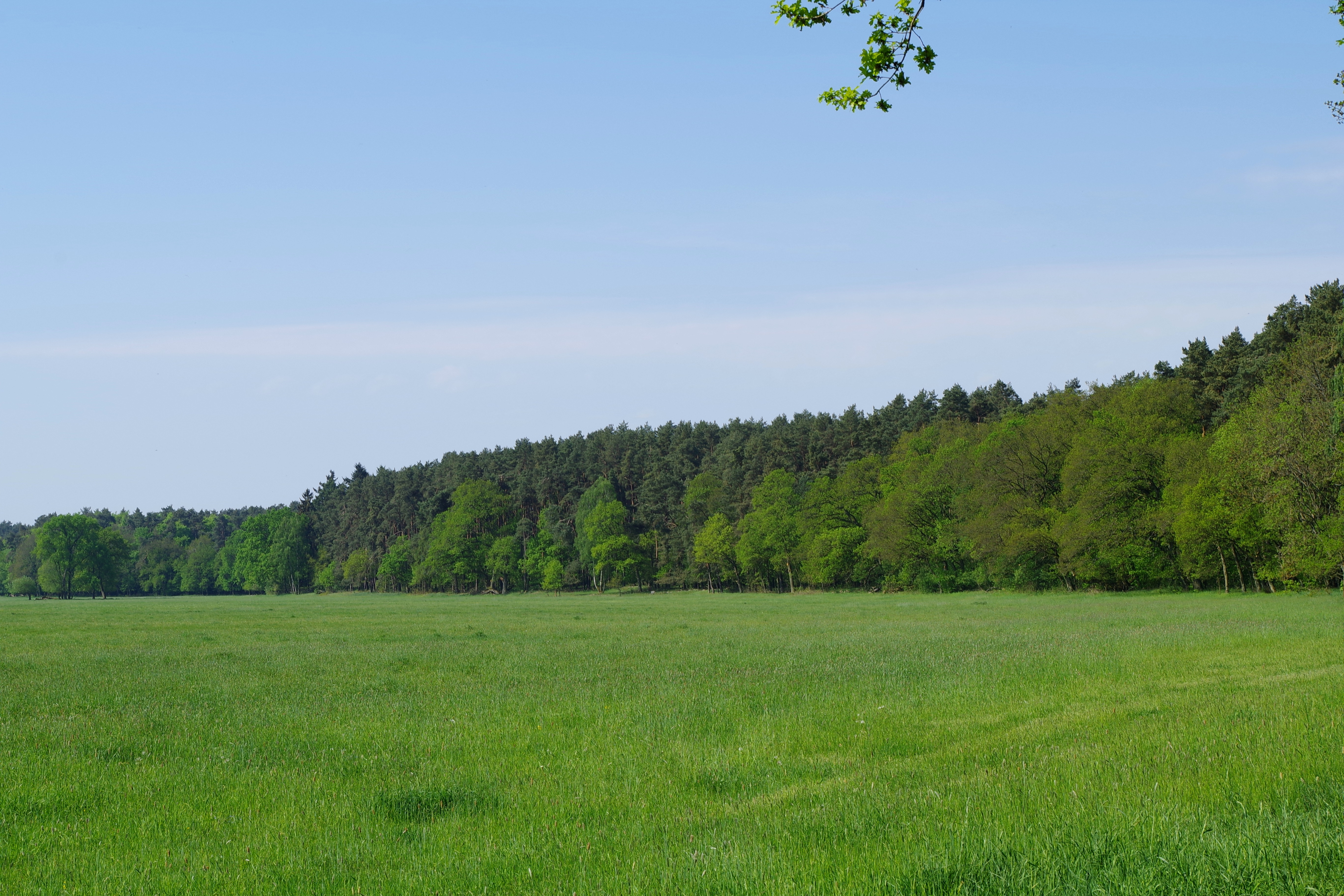
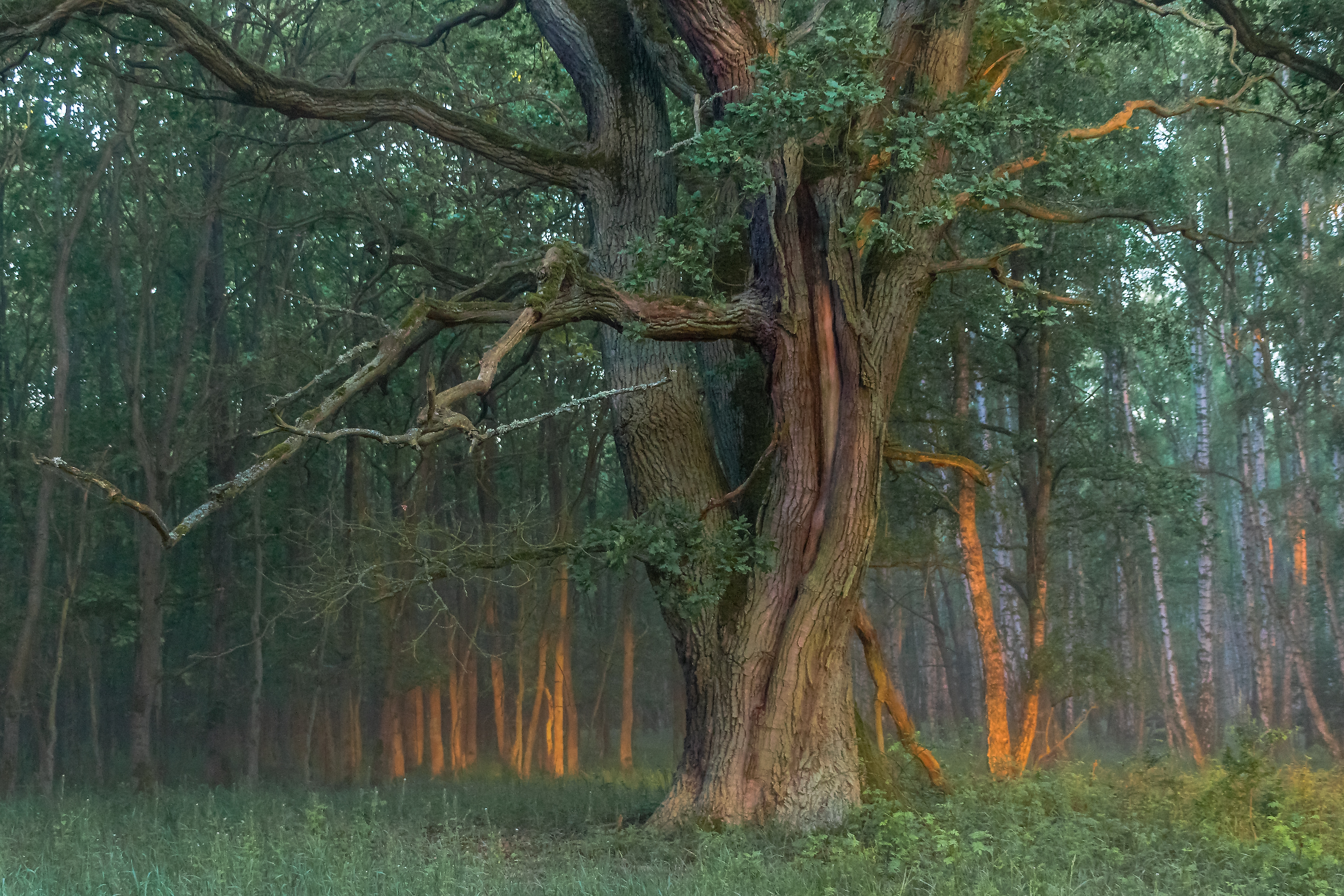